# 360 (szám)
A 360 (római számmal: CCCLX) egy természetes szám. A 360° nevezetes szög.

## A szám a matematikában
A tízes számrendszerbeli 360-as a kettes számrendszerben 101101000 (360 = 1 · 28 + 1 · 26 + 1 · 25 + 1 · 23), a nyolcas számrendszerben 550 (360 = 5 · 82 + 5 · 81), a tizenhatos számrendszerben 168 (360 = 1 · 162 + 6 · 161 + 8 · 160) alakban írható fel.
A 360 páros szám, összetett szám, kanonikus alakban a 23 · 32 · 51 szorzattal, normálalakban a 3,6 · 102 szorzattal írható fel. Az első olyan szám, amelynek pontosan 24 osztója van. Erősen összetett szám: több osztója van, mint bármely nála kisebb számnak. 24 osztója van a természetes számok halmazán, ezek növekvő sorrendben: 1, 2, 3, 4, 5, 6, 8, 9, 10, 12, 15, 18, 20, 24, 30, 36, 40, 45, 60, 72, 90, 120, 180 és 360.
Erősen bővelkedő szám: osztóinak összege nagyobb, mint bármely nála kisebb pozitív egész szám osztóinak összege. Szuperbővelkedő szám. Kiváló erősen összetett szám, egyben kolosszálisan bővelkedő szám.
A 360° (azaz {\displaystyle _{2\pi }} radián) nevezetes szög, szinusza és tangense 0, koszinusza 1.
A 360 négyzete 129 600, köbe 46 656 000, négyzetgyöke 18,97367, köbgyöke 7,11379, reciproka 0,0027778. A 360 egység sugarú kör kerülete 2261,94671 egység, területe 407 150,40791 területegység; a 360 egység sugarú gömb térfogata 195 432 195,8 térfogategység.
A 360 Harshad-szám a tízes számrendszerben, azaz osztható számjegyeinek összegével (9-cel).